# Libnotes (Libnotes) sharva
Libnotes (Libnotes) sharva is een tweevleugelige uit de familie steltmuggen (Limoniidae). De soort komt voor in het Oriëntaals gebied.